# لین رینبو
لین رینبو (انگلیسی: Lynn Rainbow؛ زادهٔ ۱۹ سپتامبر ۱۹۴۲) بازیگر و صداپیشه اهل استرالیا است.
او دانش‌آموختهٔ مدرسهٔ دخترانهٔ اَسکام در استرالیا، دانشگاه پاریس و «دانشگاه دانته آلی‌گی‌یری» در ایتالیاست.
از فیلم‌ها یا مجموعه‌های تلویزیونی که وی در آن‌ها نقش داشته است، می‌توان به در برابر باد اشاره نمود.